# Сульфонієві сполуки

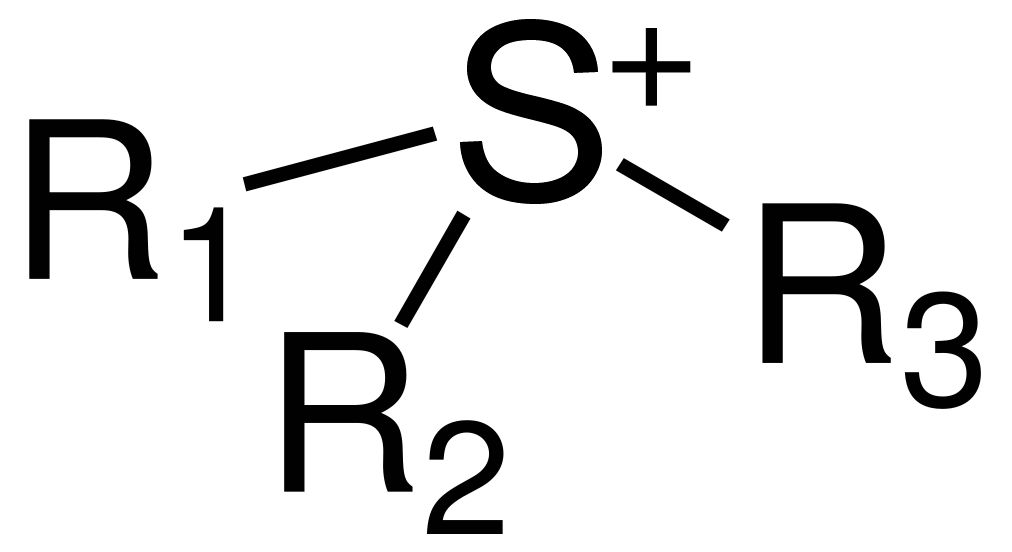
Структура сульфонієвої сполуки

Сульфо́нієві сполу́ки (рос. сульфониевые соединения, англ. sulfonium compounds) — онієві сполуки зі структурою R3S+ та асоційованим аніоном. Зазвичай, але не обов‘язково, всі три групи R є гідрокарбільними.
Прикладом сульфонієвої сполуки є триметилсульфоній хлорид [(CH3)3S]+Cl– — солевидна водорозчинна тверда сполука, що легко обмінює аніон. При нагріванні або при дії нуклеофільних реагентів перетворюєються у відповідні сульфіди.